# Bernhard Baatz
Bernhard Baatz (* 19. November 1910 in Dörnitz; † 26. April 1978 in Düsseldorf) war ein deutscher SS-Obersturmbannführer, Leiter der Referate IV D 2 und IV D 4 des Reichssicherheitshauptamtes und Führer der Einsatzgruppe A sowie Kommandeur der Sicherheitspolizei und des SD in Estland.

## Herkunft und Studium
Bernhard Baatz wurde am 19. November 1910 in Dörnitz (heute in Sachsen-Anhalt) geboren. Sein Vater war Garnisonsverwaltungsinspektor. Die Grundschule besuchte Baatz im westpreußischen Graudenz. Aufgrund der Abtretung des Großteils Westpreußens an Polen nach dem Ersten Weltkrieg wurde sein Vater nach Dessau versetzt. Hier besuchte Baatz das humanistische Gymnasium. In Jena und Halle studierte er Jura. Während seines Studiums wurde er 1929 Mitglied der Burschenschaft Teutonia Jena.

## Karriere im Dritten Reich
Baatz trat zum 1. Februar 1932 der NSDAP (Mitgliedsnummer 941.790) und zum 1. Juli desselben Jahres auch der SS bei (SS-Nummer 46.414). Seine Referendarzeit leistete er u. a. bei der Staatspolizeistelle Berlin ab. Im Februar 1937 kam Baatz als Assessor in das Kirchenreferat der Gestapo.
Beim Überfall auf Polen wurde Baatz in der „Intelligenzaktion“ von September bis November 1939 im Stab der Einsatzgruppe IV eingesetzt.
Im Dezember 1939 kehrte Baatz zur Gestapo zurück, die inzwischen in das mit Wirkung vom 1. Oktober 1939 neu gegründete Reichssicherheitshauptamt (RSHA) zusammen mit dem Reichskriminalpolizeiamt und dem Sicherheitsdienst der SS (SD) integriert worden war. Hier übernahm Baatz bis Januar 1940 das Referat II O (Besetzte polnische Gebiete), das dann in das neue Referat IV D 2 (Generalgouvernement, deutsch besetztes Polen) übergeleitet wurde.
Nach dem Westfeldzug wurde Baatz im Juli 1940 mit dem Aufbau des neuen Referates IV D 4 (Besetzte Gebiete: Frankreich, Luxemburg, Elsass und Lothringen, Belgien, Niederlande, Norwegen und Dänemark) als SS-Sturmbannführer und Regierungsrat beauftragt. Im April 1941 übernahm er das Referat für Ausländische Arbeiter. In dieser Eigenschaft vertrat er auch das RSHA im „Arbeitskreis für Sicherheitsfragen beim Ausländereinsatz“, das am 3. Dezember 1941 geschaffen wurde.
Vom 1. August 1943 bis zum 15. Oktober 1944 war Baatz Führer der Einsatzgruppe A, die alle „reichsfeindlichen Elemente und rassisch Minderwertigen“ im Raum Estland zu liquidieren hatte. Vom November 1943 bis Oktober 1944 war Baatz Kommandeur der Sicherheitspolizei und des SD (KdS) in Estland. 1944/45 wurde er als KdS im Distrikt Krakau des Generalgouvernements und Sudetenland nach Reichenberg versetzt.

## Nach dem Krieg
Nach Kriegsende blieb Baatz zunächst völlig unbehelligt. Zuerst war er untergetaucht, später in einer Düsseldorfer Versicherung tätig. Später stieg er zum Direktor der Mannesmann-Wohnungsbaugesellschaft in Duisburg auf. Erst am 26. Juni 1967 wurde er auf Veranlassung der Generalstaatsanwaltschaft beim Kammergericht Berlin zusammen mit ehemaligen Kameraden aus dem Amt IV (Gestapo) des RSHA verhaftet und nach Berlin in die JVA Moabit verbracht. Die Staatsanwaltschaft beschuldigte ihn, mit Überlegung und aus niedrigen Beweggründen, durch Mitwirkung an Erlassen zur Hinrichtung polnischer Zwangsarbeiter ohne Urteil, 240 Menschen getötet zu haben:
„Er wußte als Volljurist, daß es für die ‚Sonderbehandlung’ keine rechtliche Grundlage gab, und wollte – ebenso wie Hitler, Göring, Himmler, Heydrich und Müller – die Tötung der polnischen Zivilarbeiter und Kriegsgefangenen im Weg der Sonderbehandlung aus niedrigen Beweggründen, nämlich deshalb, weil er sie als ‚rassisch minderwertige Untermenschen’ ansah, denen diejenigen rechtlichen Sicherungen versagt werden sollten, die nach der übereinstimmenden Rechtsauffassung aller zivilisierter Völker auch demjenigen gebühren, der eine strafbare Handlung begangen hat.“
Die Rechtsprechung sah im vorliegenden Tatkomplex als Täter nur Hitler, Himmler und Heydrich an. Alle anderen zählten zu den Gehilfen, wenn sie nicht selbst eigenhändig und aus niedrigen Beweggründen Menschen umgebracht hatten. Ausgerechnet die Änderung eines Gesetzes aus der NS-Zeit führte dann jedoch zu einem unrühmlichen Ende der staatsanwaltschaftlichen Bemühungen, die Schreibtischtäter im RSHA zur Verantwortung zu ziehen.
Nach der Verordnung vom 5. Dezember 1939 (RGBl. I S. 2378) galt, im Gegensatz zur vorherigen Rechtslage, für den Tatgehilfen die gleiche Strafandrohung wie für den Täter. Die Große Strafrechtskommission beschloss daher bereits im Februar 1955, dass hier eine Differenzierung möglich sein solle. Zur Entlastung der Gerichte von den zunehmenden Strafverfahren wegen Verkehrsdelikten wurde das Einführungsgesetz zum Gesetz über Ordnungswidrigkeiten als Artikelgesetz formuliert, mit dem u. a. auch der § 50 Abs. 2 des Strafgesetzbuches neu im Sinne der Strafrechtskommission gefasst wurde. Danach war nunmehr der Tatgehilfe nur noch dann mit der gleichen Strafe zu belegen wie der Täter, wenn besondere persönliche Merkmale vorlagen. Waren beim Vorwurf des Mordes die „niedrigen Beweggründe“ bei den Mordgehilfen nicht zu beweisen, konnte die Tat nicht mehr wie bisher mit der für den Täter geltenden lebenslangen Freiheitsstrafe geahndet werden, sondern nur noch mit einer zeitigen Strafe von maximal 15 Jahren. Solche zeitigen Straftaten unterlagen jedoch der Verjährung, die für Taten vor Kriegsende am 8. Mai 1960 in Kraft trat. Der Versuch, Taten aus der NS-Zeit von dieser Regelung durch juristische Konstruktionen auszunehmen, scheiterte letztlich an der abschließenden Entscheidung des Bundesgerichtshofes vom 20. Mai 1969 (vgl. Verjährungsdebatte). Die Mehrzahl der im sogenannten RSHA-Verfahren Angeklagten musste daher entlassen werden, so auch Baatz.
Bernhard Baatz starb am 26. April 1978.